# Dicranomyia (Pseudoglochina) riukiuensis
Dicranomyia (Pseudoglochina) riukiuensis is een tweevleugelige uit de familie steltmuggen (Limoniidae). De soort komt voor in het Oriëntaals gebied.